# Armadio degli Argenti

Nozze di Cana, Battesimo e Trasfigurazione

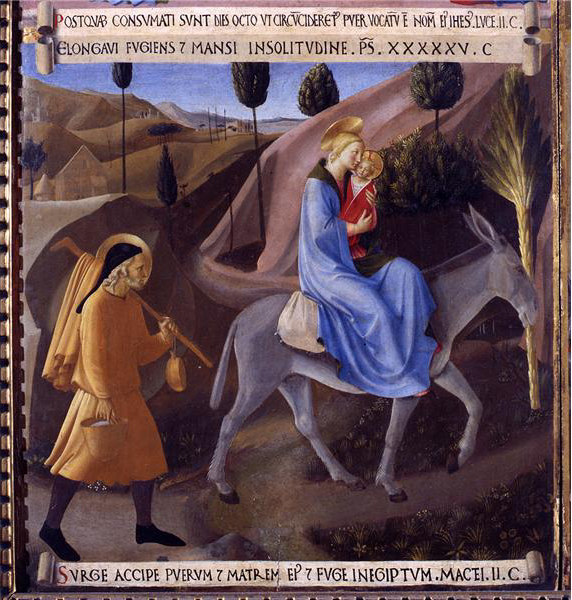
Angelico, Fuga in Egitto

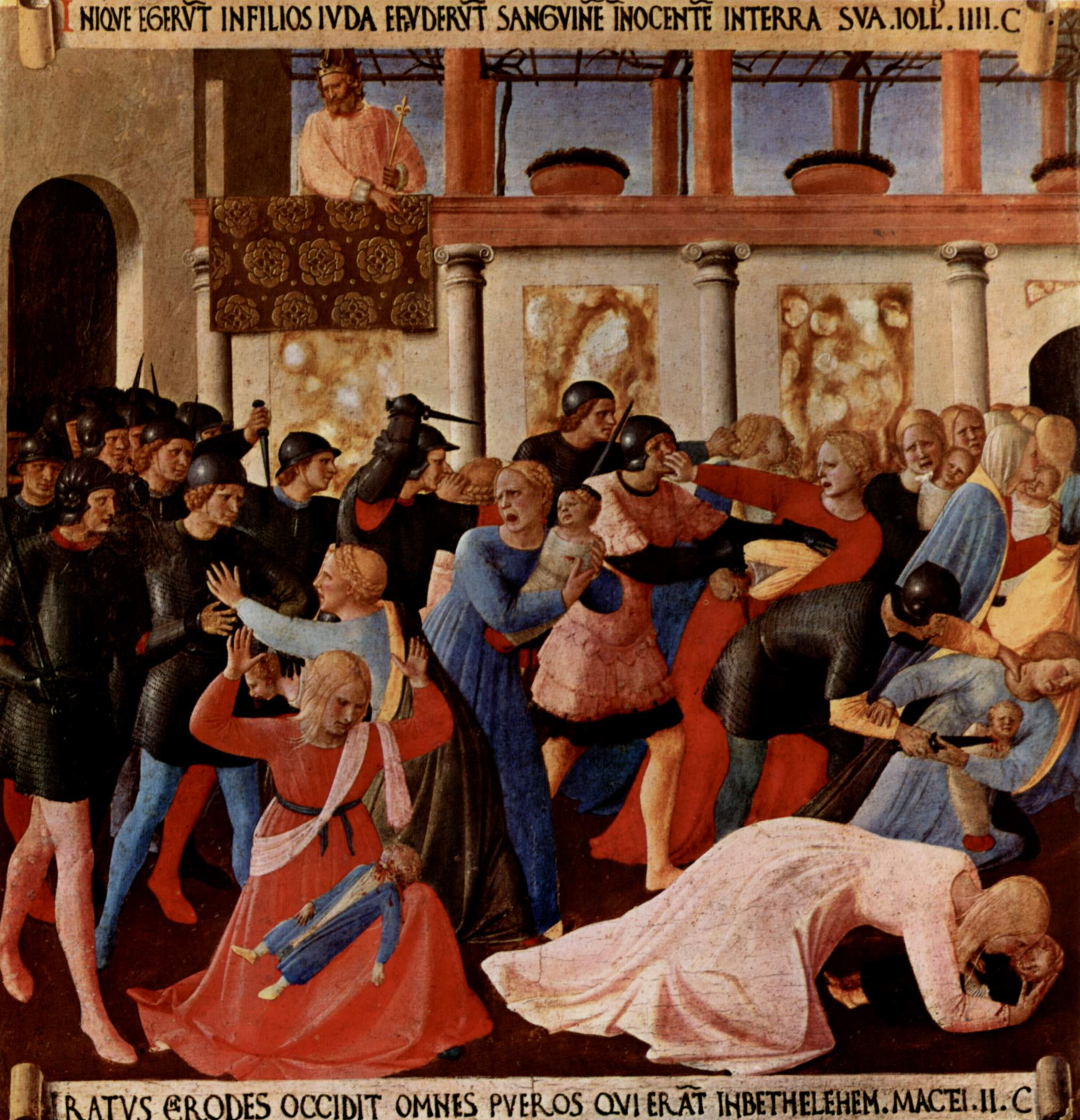
Angelico, Strage degli Innocenti

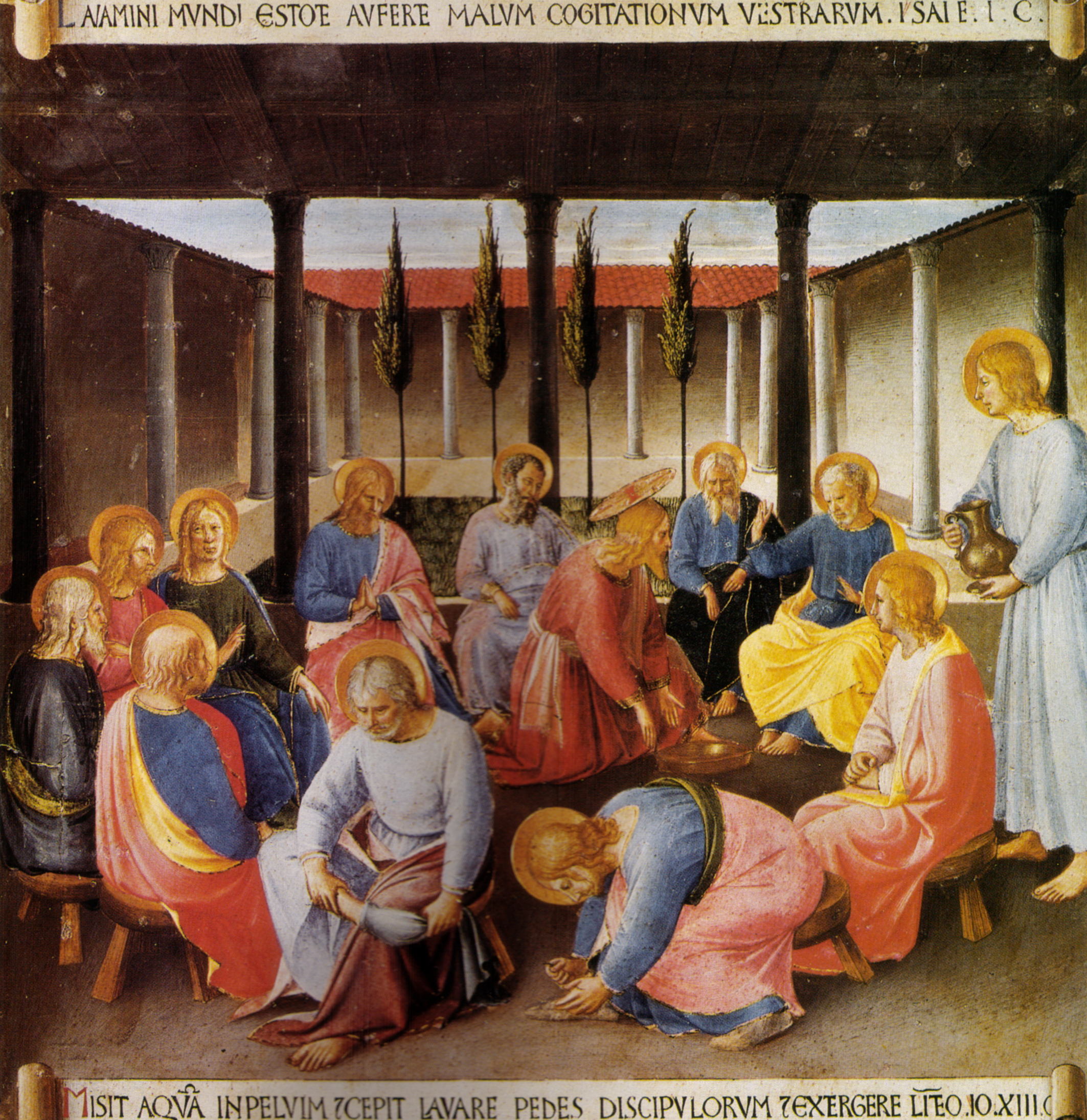
Su disegno dell'Angelico, Lavanda dei piedi

I pannelli dell'Armadio degli Argenti sono una serie di opere, tempera su tavola, di Beato Angelico, realizzati tra il 1451 e il 1453 ed oggi conservati, nelle tavole superstiti, al Museo nazionale di San Marco di Firenze.

## Storia
L'Armadio degli Argenti era un porta-ex voto della basilica della Santissima Annunziata di Firenze, che secondo un passo della cronaca di Benedetto Dei pare che fossero state commissionate alla bottega dell'Angelico da Piero de' Medici. La commissione faceva parte di un più ampio progetto di Piero per la creazione di un oratorio familiare tra la cappella della Vergine Annunziata e la biblioteca del convento, nel quale l'Armadio doveva essere custodito. L'oratorio venne provvisto di tetto nel 1451, quindi la decorazione interna non può essere stata fabbricata prima di quell'anno. L'ultimo pagamento a saldo del lavoro risale poi al 1453. Una testimonianza dello stesso anno testimonia come l'armadio fosse già nell'oratorio, riferendosi alla finestra sopra di esso.
Non si conosce la forma e la disposizione originaria dei pannelli dell'armadio, che in origine dovevano formare due porte/sportelli e che nella ristrutturazione dell'oratorio del 1461-1463, quando Piero vi fece ricavare due stanze per il suo soggiorno tra i frati, vennero ricomposti probabilmente in una sorta di saracinesca che veniva azionata meccanicamente dall'alto. In quell'occasione i lavori tecnici vennero affidati a Donatello e Lapo Portigiani. Nel gennaio del 1461 è registrato un pagamento a un certo Pietro del Massaio, pittore, che viene descritto come intento a "insegnare dipingere l'armario", cioè probabilmente all'esecuzione a colore dei cartoni già pronti del maestro, morto già dal 1455. I colori di alcune delle ultime scene della serie differiscono infatti dalla tavolozza abituale dell'Angelico, con un uso esteso, ad esempio, del giallo.
Dopo il 1460 i pannelli vennero ricordati da Fra Domenico da Corella nel Theocoton come opere dell'Angelico. Tutte le fonti antiche successive ascrivono l'intera opera all'Angelico (Albertini, Billi, Anonimo Gaddiano), tranne Manetti che parla di "quasi" tutto il tabernacolo di mano del maestro. Vasari assegnava l'intera opera all'Angelico, ascrivendola però alla fase giovanile dell'autore. A lui si rifece tutta la critica ottocentesca, ma la critica moderna stabilì con maggiore precisione gli estremi di datazione portando al riconoscimento dell'opera come dell'ultima fase. Tra i collabori proposti per le tavolette non autografi vennero fatti i nomi di Domenico di Michelino (Berenson), il Maestro della cella 2 (Pope-Hennessy), Zanobi Strozzi e Benozzo Gozzoli (Salmi).

## Descrizione
Oggi le tavolette conservate sono 35 (due unite in una rappresentazione unica), composte in quattro tavole, su un totale in origine probabilmente di quarantuno, due tavole di nove e due di dodici. Di una delle tavole di nove, la seconda con scene della giovinezza di Cristo restano solo tre pannelli.
Oggi la critica valuta l'opera in genere, sebbene con alcune differenze di vedute, come in larga parte della bottega del maestro, con il suo intervento diretto almeno nelle prime nove tavolette della serie. Le tre scene del pannello verticale sono attribuite ad Alesso Baldovinetti e le altre ventitré a un'altra mano di un aiutante della bottega. Alcune di queste tavolette di bottega hanno preso a modello affreschi del convento di San Marco (Cristo deriso, Cristo che porta la Croce e l'Incoronazione della Vergine), ma la ricchezza di nuovi spunti iconografici e di ambientazione, di livello artistico eccezionale, fanno pensare che gran parte dei disegni del ciclo siano del maestro, nonostante la qualità pittorica più bassa. Tra quelli non attribuiti direttamente all'Angelico spiccano per la felice invenzione compositiva la Spoliazione di Cristo e la Crocifissione per il paesaggio ininterrotto, la Lavanda dei piedi, per l'ambientazione in un chiostro sapientemente scorciato, il Compianto, dal complesso ritmo diagonale.
Ciascuna tavoletta mostra un episodio biblico, con un doppio rotolo di pergamena, in alto e in basso, che contiene una frase rispettivamente del Vecchio e del Nuovo Testamento. La ricchezza e organicità degli spunti teologici, derivati da san Tommaso d'Aquino e dalla Summa Moralis di sant'Antonino Pierozzi, fa pensare che sicuramente vi fu un progetto completo all'origine, anche se l'esecuzione dei singoli pannelli venne poi differita. Il primo e l'ultimo dei pannelli dopotutto contengono scene fortemente allegoriche alla sacre scritture, che alludono all'accostamento ed all'unitarietà dei testi biblici.
Il ciclo rappresenta la Fanciullezza, Vita pubblica, Passione, Morte e Resurrezione di Cristo.
Le scene sono:
1. Visione di Ezechiele
2. Annunciazione
3. Natività
4. Circoncisione
5. Adorazione dei Magi
6. Presentazione di Gesù al Tempio
7. Fuga in Egitto
8. Strage degli innocenti
9. Gesù nel sinedrio
10. Nozze di Cana
11. Battesimo di Cristo
12. Trasfigurazione
13. Resurrezione di Lazzaro
14. Entrata in Gerusalemme
15. Ultima cena
16. Giuda riceve il compenso
17. Lavanda dei piedi
18. Comunione degli Apostoli
19. Orazione nell'orto
20. Tradimento di Giuda
21. Cattura di Cristo
22. Cristo davanti a Caifa
23. Cristo deriso
24. Flagellazione
25. Andata al Calvario
26. Cristo denudato
27. Crocifissione
28. Compianto
29. Discesa al Limbo
30. Marie al sepolcro
31. Ascensione
32. Pentecoste
33. Giudizio universale (doppio pannello)
34. Incoronazione della Vergine
35. Genealogia di Cristo

Le composizioni dei pannelli dimostrano che anche nella fase tarda della sua attività l'Angelico fu un artista anticipatore e che guardava soprattutto al futuro. Lo spazio disponibile in primo piano è generalmente più ampio che negli affreschi di San Marco e le figure sono rese realisticamente, con un repertorio di gesti libero ed espressivo.
Tra i pannelli autografi dell'Angelico spiccano l'Annunciazione, un tema caro all'artista, qui ambientato in un cortile con doppio portico e una suggestiva apertura centrale su un giardino, la Fuga in Egitto, con le aureole trattate come dischi in prospettiva e le gambe della Vergine proiettate tridimensionalmente in avanti, la Natività, dalla complessa composizione prospettica e luminosa, la Strage degli innocenti, con un'impostazione con una parete perpendicolare sullo sfondo che ricorda gli episodi della predella della Pala di San Marco.